# Goudgele zwameter
De goudgele zwameter (Hypomyces chrysospermus) is een schimmel die behoort tot de ascomyceten en op boleten en krulzomen parasiteert.

## Kenmerken
Een geparasiteerde zwam krijgt een witachtige schimmellaag van Hypomyces chrysospermus-schimmeldraden, die in een later stadium van de aantasting overgaat in een gouden of gele kleur en uiteindelijk roodbruin kleurt. Het vlees wordt zacht en gaat ten slotte rotten.
De witachtige en goudkleurige schimmellaag wordt gevormd door de anamorfe vorm van de schimmel. De goudkleurige schimmellaag is ook bekend onder de naam Sepedonium chrysospermum. Vooral bij de witachtige schimmellaag worden 10-30 × 5-12 μm grote conidia gevormd, die een poederachtig uiterlijk aan de schimmellaag geven. Conidia gevormd door de gele schimmellaag zijn rond, wrattig en 10–25 μm groot.
De crèmegrijze tot roodbruine schimmellaag wordt gevormd door de teleomorfe vorm, waarbij de openingen van de peritheciën te zien zijn als donkere putjes. In het perithecium worden de sporenzakjes geproduceerd. Het sporenzakje is 'unitunicaat inoperculaat', dat wil zeggen dat het enkelwandig is en geen operculum heeft, maar een elastische ring die als drukventiel functioneert. Bij rijping ontspant deze zich kortdurend en laat zo de ascosporen ontsnappen.
De ascosporen zijn spoelvormig en 25–30 × 5–6 μm groot.

## Ecologie
Hij leeft parasitair op oude boleten en Paxillus-soorten in bossen en lanen.

## Verspreiding
Hypomyces chrysospermus komt algemeen voor in Noord-Amerika, Europa, Zuidwest- en West-Australië en in de Oost-Chinese provincies Hebei, Jiangsu, Anhui, and Fujian.
In Nederland komt de goudgele zwameter algemeen voor. Hij staat niet op de rode lijst en is niet bedreigd.

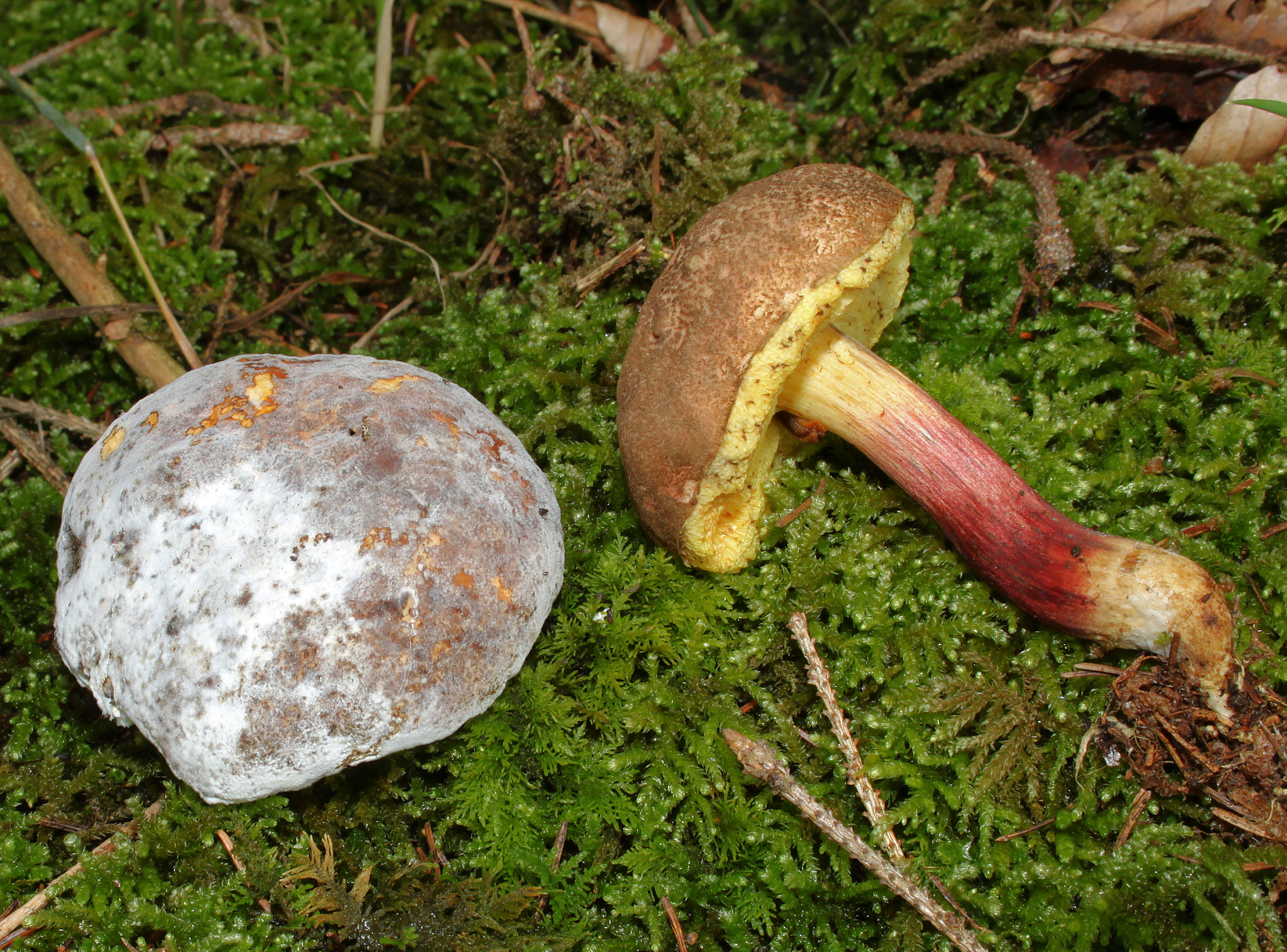
Beginstadium met witte schimmellaag
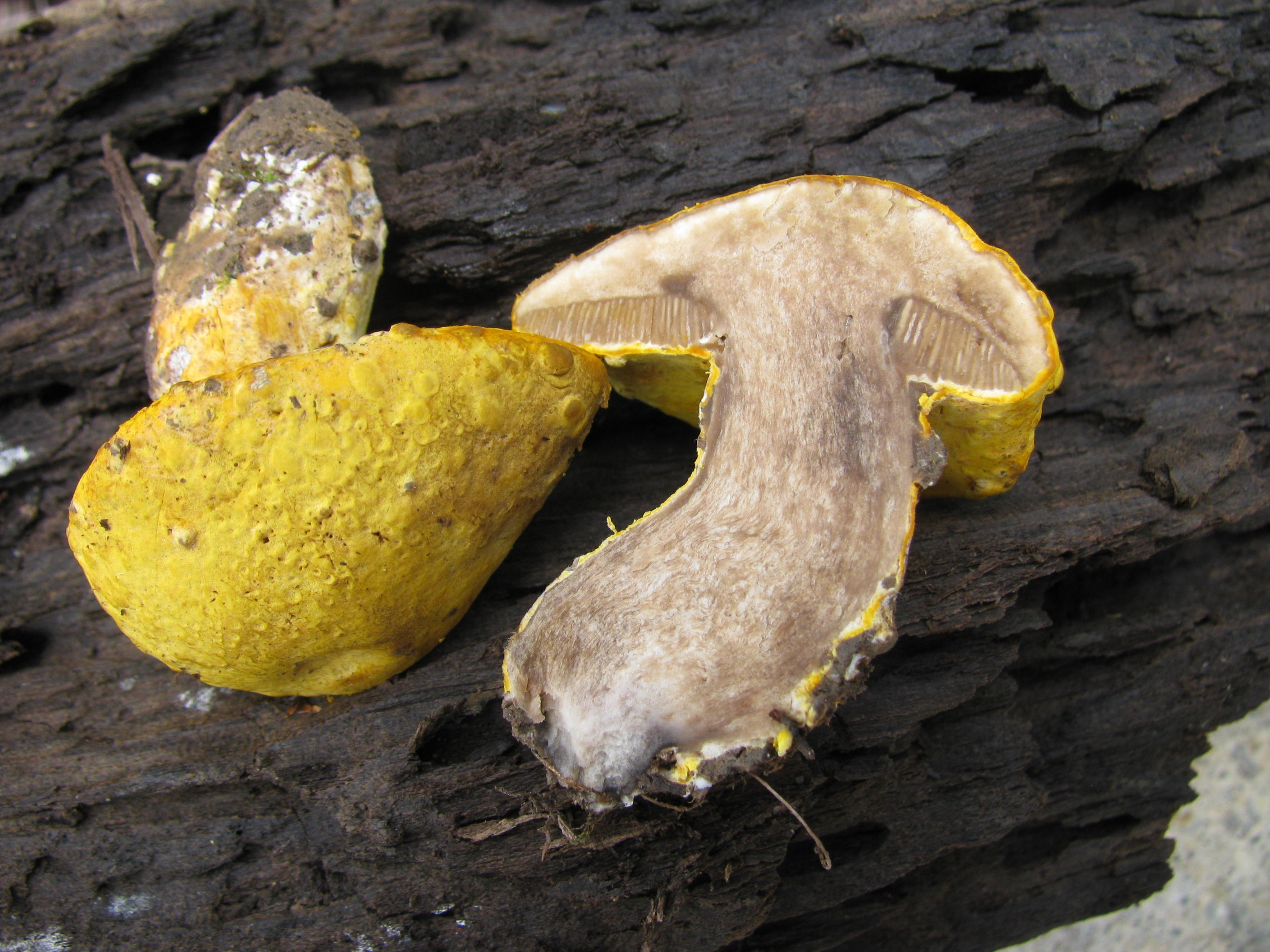
Goudkleurig stadium
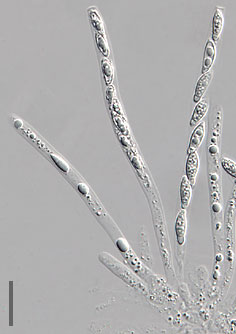
Sporenzakjes met ascosporen